# Убийство Оксаны Макар

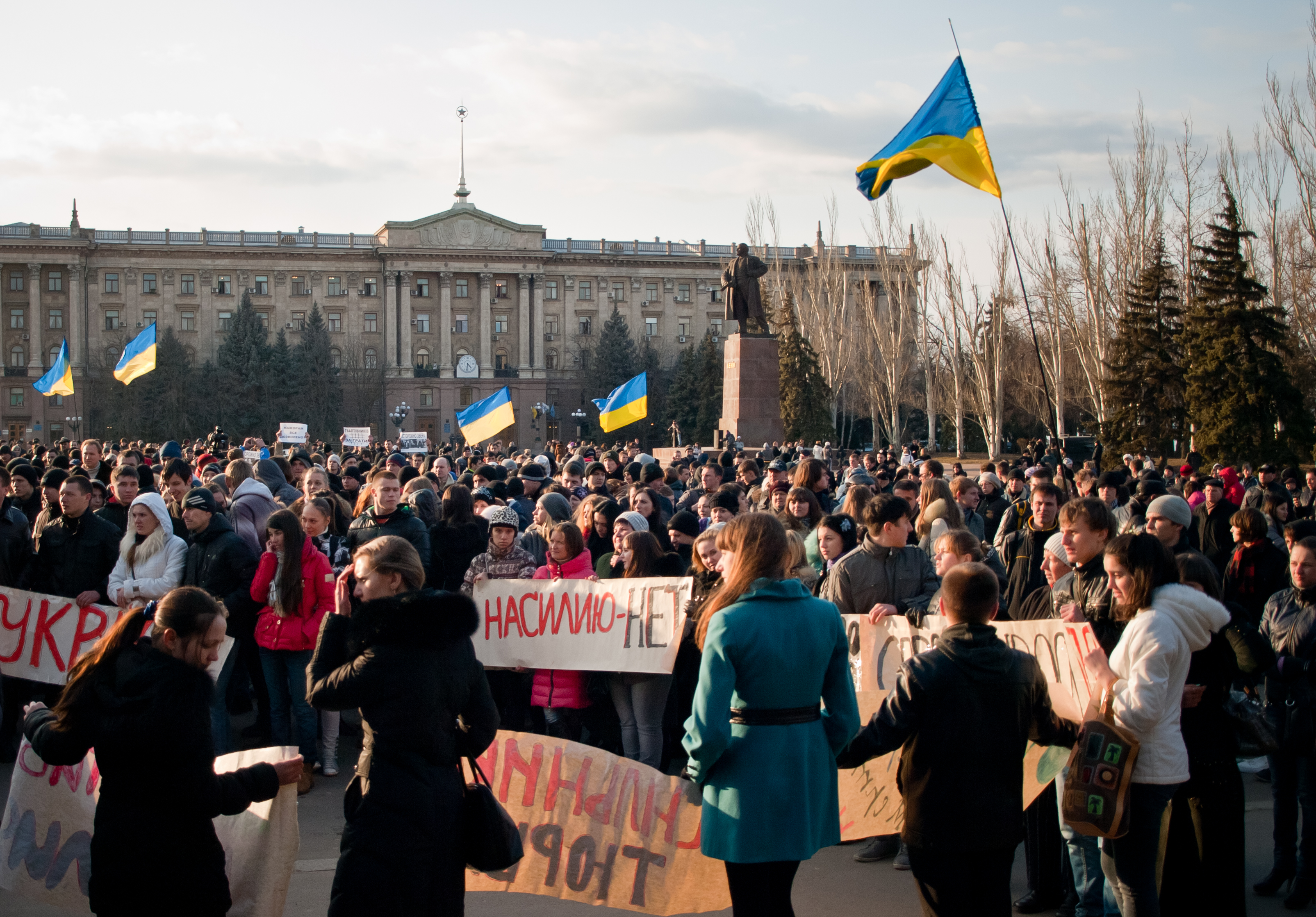
Акция протеста в поддержку Оксаны Макар 15 марта 2012 в Николаеве

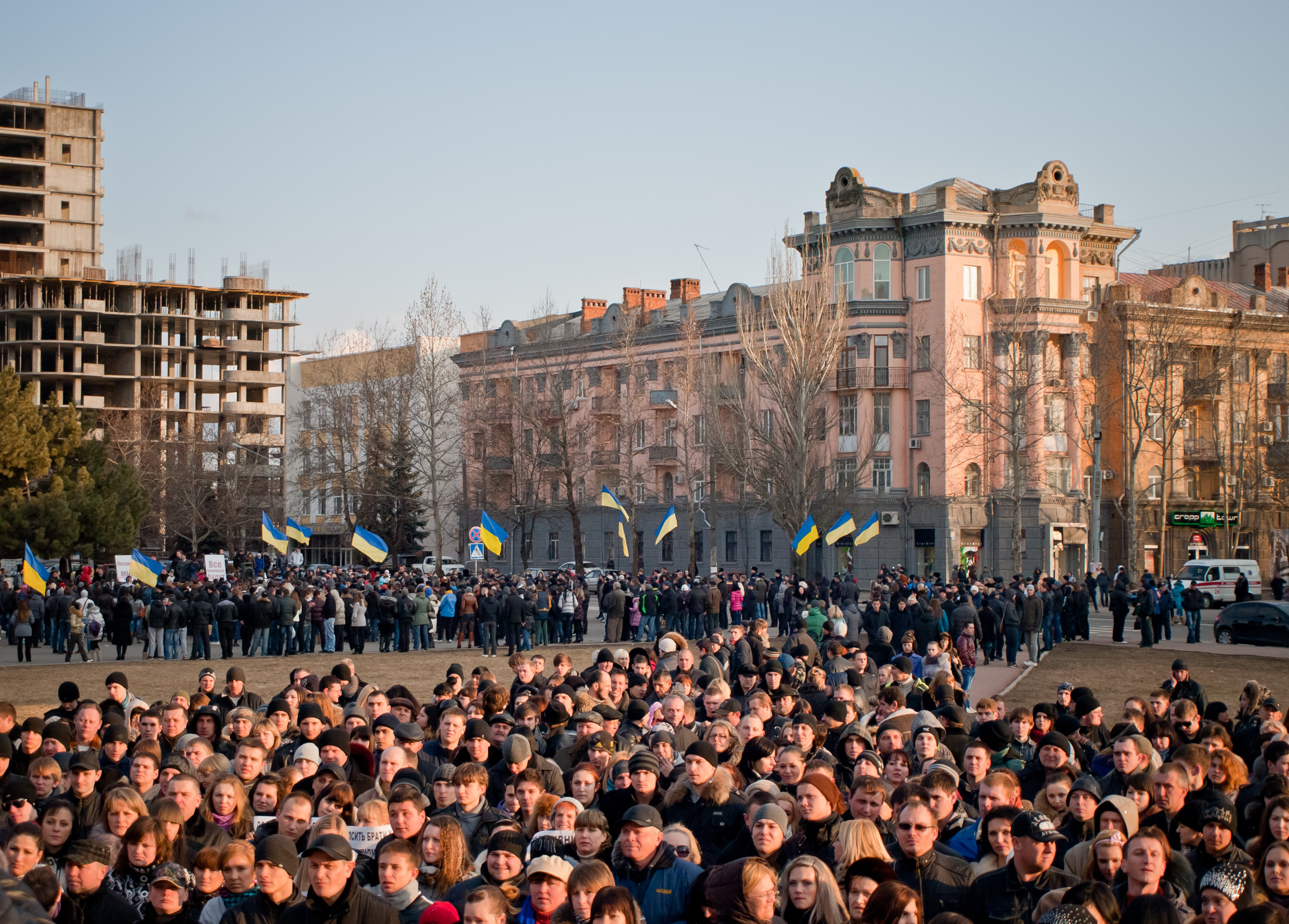
Акция протеста в поддержку Оксаны Макар 15 марта 2012 в Николаеве

Убийство Оксаны Макар — преступление, совершённое в ночь с 9 на 10 марта 2012 года в украинском городе Николаеве и вызвавшее большой общественный резонанс как на Украине (по некоторым данным, практически всё население Украины по состоянию на 2012 год — 91 % — знало о преступлении, а ещё 7 % слышало о нём), так и за рубежом.
Согласно приговору суда, трое злоумышленников спланировали и совершили групповое изнасилование 18-летней Оксаны Макар, после чего, с целью сокрытия преступления, пытались её убить и сжечь тело на заброшенной стройке. Рано утром 10 марта 2012 года случайный прохожий услышал её крики о помощи и вызвал милицию. Несмотря на тяжелейшие ожоги, Макар была в сознании и назвала милиционерам имена троих преступников, после чего была доставлена в больницу. В тот же день, 10 марта, все трое были задержаны, однако через несколько часов двое из них были отпущены, а вновь арестованы лишь через три дня, после масштабных народных протестов в Николаеве, Киеве и других городах Украины. Протесты были организованы ради справедливости по делу Оксаны Макар.
Бесчеловечность преступления, личности преступников и противоречивые действия правоохранительных органов вызвали волну возмущения на Украине, что сопровождалось многочисленными публикациями в украинских, а также в российских, европейских и американских СМИ.
14 марта 2012 года президент Украины Виктор Янукович поручил генеральному прокурору Украины Виктору Пшонке обеспечить полное и непредвзятое расследование преступления.
Несмотря на оказанную интенсивную медицинскую помощь, Оксана Макар скончалась 29 марта 2012 года в ожоговом центре Донецка.

## Событие преступления

### Первоначальные сообщения СМИ 14—19 марта
Вечером 9 марта (пятница) 2012 года 18-летняя Оксана Макар приехала из пригорода Николаева (из посёлка «Луч», это бывший военный городок «Красный Луч», где в советские времена была расположена военная радиолокационная станция) в центр Николаева, в кафе-бар «Рыбка» (на улице Дзержинского) для того, чтобы отпраздновать Международный женский день. В этом кафе она бывала не раз (в том числе в компании своих знакомых), её знала барменша. Со слов барменши, Оксана выпила лишь банку пива и коробочку сока. Около 22:00 в кафе зашли несколько молодых парней, которые тоже не раз бывали в этом кафе, они заняли столик рядом с Оксаной и она пересела к ним. Они угостили девушку спиртным, после чего она опьянела настолько, что из кафе её вели под руки (сама Оксана и её мать впоследствии заявляли, что ей подсыпали снотворное). Барменша также сообщила, что, по мнению жителей города, Оксане в выпивку «подсыпали» какое-то вещество, от которого она «не могла сопротивляться».
Поскольку Оксана сильно опьянела, то парни предложили проводить её проспаться на квартиру их общего знакомого Максима Присяжнюка, который был крупным чиновником в Николаеве (до конца 2011 работал директором коммунального предприятия «Теплоэнергосервис») и около года безуспешно пытался завязать отношения с Оксаной. На квартире девушка почувствовала себя очень плохо и заснула.
Хозяин квартиры и оба его гостя (Максим Присяжнюк, 24 года; Артём Погосян, 22 года; Евгений Краснощёк, 23 года), воспользовавшись беспомощным состоянием девушки, поочерёдно её изнасиловали. Но девушка очнулась и стала отчаянно сопротивляться и кричать (соседи слышали громкие крики, но не вызвали милицию). Тогда один из насильников, упомянутый выше Краснощёк, стал душить девушку руками, пока она не перестала подавать признаки жизни. 14 марта 2012 на YouTube было выложено видео допроса Краснощёка, где он взял вину на себя и заявил, что девушка отчаянно сопротивлялась:
- «Она орала, махала руками. Я её изнасиловал. Она не успокоилась. Решил задавить»[15].

Будучи уверен, что девушка мертва, Краснощёк всё равно вступил с ней в половой контакт, после чего он и Погосян пошли осмотреть место, куда планировали отнести тело. Когда вернулись, девушка дышала — и Краснощёк повторно задушил её, на этот раз — шнуром. Потом он замотал девушку в одеяло и наволочку, и все трое (Краснощёк, Погосян, Присяжнюк) понесли её на территорию заброшенной стройки поликлиники. При выходе из подъезда Краснощёк уронил тело на землю, но девушка не издала никаких звуков. На стройке они спустились в подвал и бросили тело в яму с мусором, а затем подожгли мусор около девушки и ушли. Однако Краснощёк вернулся, чтобы забрать наволочку — девушка горела, но не подавала признаков жизни.

### Уточнение от 21 марта
21 марта со ссылками на «утечки информации из милиции» было сообщено, что нападение на Оксану Макар было заранее спланировано и к нему тщательно готовились. В частности, «источник в милиции» сообщил, что Максим Присяжнюк безуспешно пытался завязать с ней отношения и его очень задело, что она наотрез отказала ему, «такому богатому и влиятельному», даже когда он «предлагал ей провести с ним ночь за деньги»:
- «Мотив пока до конца не ясен. Но то, что он задумал с девчонкой поквитаться, причём самым жестоким образом — овладеть силой, а после убить, — установленный факт»[19][20].

В социальных сетях Присяжнюк нашёл Краснощёка, с которым согласовал преступный план. В день преступления Присяжнюк не выходил из дома и постарался (с целью обеспечения алиби), чтобы его видели как можно больше людей. В квартиру Присяжнюка девушку вели Краснощёк и Погосян.

## Лечение потерпевшей
Утром 10 марта 2012 года Оксана Макар была обнаружена случайным прохожим и доставлена в областной центр термической травмы в городской больнице № 3. У неё было обожжено около 55 % поверхности тела, причем значительная часть ожогов — 3-й и 4-й степеней.
Как рассказала мать потерпевшей Татьяна Суровицкая 12 марта:

Оксаночка находится сейчас в реанимации. Врачи сначала давали 2 процента, теперь — пол… У неё почки просто …сварены… Врачи сказали, что за 30 лет практики они такого ещё не видели. Обычно, сказали они, люди умирают в течение 2-3 часов, и то при меньших ожогах… А у Оксаночки — 55 процентов ожогов… Она у меня одна-единственная, я за неё всё отдам — всю кожу, почки, всё — лишь бы она жила…
12 марта Оксане ампутировали правую руку. Её перевели из реанимации в палату интенсивной терапии.
Приехавшая съёмочная группа российского «Первого канала» предложила перевезти на самолёте Оксану для лечения в московской клинике, однако лечащий врач девушки Владимир Мороз заявил, что состояние потерпевшей не позволяет её транспортировку ни в Москву, ни в Киев. 14 марта кровь для пострадавшей сдали более 150 николаевцев.
15 марта Оксану Макар ввели в состояние медикаментозного сна и перевели на искусственную вентиляцию лёгких. С первого дня происшествия николаевских врачей консультировали киевские коллеги, в том числе доцент кафедры комбустиологии Национальной медицинской академии последипломного образования Владимир Цыганков. У палаты девушки милиция выставила охрану.
Прибывший в Николаев 16 марта руководитель Донецкого ожогового центра Эмиль Фисталь принял решение отправить Оксану Макар в Донецк для лечения в Донецком ожоговом центре. В тот же день её прооперировали и отправили в Донецк.
С 16 марта в Донецком ожоговом центре девушку готовят к операции по пересадке кожи.
18 марта у Оксаны обнаружили воспаление лёгких, начавшееся из-за переохлаждения — она десять часов пролежала на улице.
19 марта после очередной хирургической обработки ран выяснилось, что состояние Оксаны очень тяжёлое.
22 марта Оксане Макар сделали операцию по спасению ноги (пересадка кожи с бедра на оголённый тазобедренный сустав). У Оксаны были удалены мёртвые ткани и на их место положили гелевые повязки, имитирующие человеческую кожу.

## Смерть

### Причина смерти
В четверг 29 марта у неё началось сильное лёгочное кровотечение, что на фоне сильного истощения организма, полиорганной недостаточности, отёка мозга и сепсиса привело к остановке сердца. Реанимация продолжалась более 40 минут, но успехом не увенчалась, и в 7:30 утра врачи констатировали смерть Оксаны Макар.

### Похороны
Оксану Макар похоронили в белом подвенечном платье (как это принято на похоронах юных девушек на Украине) и в белом гробу 31 марта 2012 года на кладбище села Шевченково возле памятника героям Великой Отечественной войны (около Николаева, у посёлка Луч Жовтневого района, где жила девушка). Как сообщала пресса, люди говорили: «Хороним принцессу».
Во время прощания к Оксане обратилась женщина в чёрной шали:

«Ксюшенька, передай на небе привет моей Леночке, скажи, мама её никогда не забудет», «Мою дочь Лену вот точно так же изнасиловали и подожгли, — захлебываясь слезами, объяснила она. — Тварей, напавших на Оксану, хоть изловили. А убийц моей дочери так и не нашли».
На похоронах было около 500 человек (в том числе много детей и подростков); из Николаева был организован подвоз автобусами; расходы на похороны взяла на себя местная власть; присутствовал городской голова Николаева Владимир Чайка, председатель облсовета, заместитель губернатора. Губернатор не присутствовал, возможно, по той причине, что он, в самом начале лечения Оксаны Макар, конфликтовал с митингами в её поддержку. Распорядителями на похоронах были люди, которые организовывали митинги в поддержку Оксаны, в частности, Юрий Круцилов (лидер группы «Общественность против беззакония», которая была создана для поддержки Оксаны Макар). По просьбе матери девушки прессе было отказано в любых комментариях в эти дни, хотя на похороны прибыли съёмочные группы большинства центральных телеканалов Украины, а из России — канал «Россия-1».
Официальное соболезнование прислал президент Украины Янукович: «Искренне соболезную родным и близким девушки, преждевременно ушедшей из жизни в результате совершенного против неё жестокого преступления».

## Личность убитой
Оксана Сергеевна Макар родилась 11 июня 1993 года в посёлке Луч Жовтневого района Николаевской области.
Семья Оксаны в посёлке не считалась благополучной. Мать Оксаны, Татьяна Романовна Суровицкая, по некоторым данным, имела три судимости, в том числе за разбой. Родной отец Оксаны, Сергей Игоревич Макар, с которым Татьяна рассталась после рождения ребёнка по причине того, что муж ревновал её и злоупотреблял алкоголем и наркотиками, также был трижды судим за кражи и распространение наркотиков. Расставшись с отцом Оксаны, Татьяна познакомилась с мужчиной из Херсонской области и переехала вместе с дочерью жить к нему; после того, как Татьяна была осуждена в Херсоне к лишению свободы за разбой, маленькую Оксану взяли на воспитание дедушка и бабушка со стороны матери, продолжавшие проживать в посёлке Луч. Там Оксана пошла в первый класс. По свидетельствам родителей бывших одноклассников Оксаны, девочка «лазила у одноклассников по портфелям, как-то из сумки учительницы стащила кошелёк». Односельчане при этом утверждают, что Оксана была «хорошей и доброй девочкой», однако её воспитанием серьёзно никто не занимался.
Когда девочка перешла в третий класс, дедушка принял решение определить Оксану в Широколановскую специальную общеобразовательную школу-интернат, куда девочка поступила 25 мая 2003 года. По данным педагогов школы-интерната, у девочки наблюдалась лёгкая степень умственной отсталости, она не слишком хорошо училась, но принимала участие в художественной самодеятельности; находясь в интернате, Оксана предприняла несколько попыток побега, но её всякий раз возвращали. Вместе с тем, воспитатели указывают, с одной стороны, на «импульсивность и конфликтность» Оксаны, с другой стороны, на её щедрость («делилась с другими конфетами и яблоками»).
Также имеются свидетельства педагогов интерната, что, по собственным словам девочки, Оксана была изнасилована в возрасте 10-11 лет (с оговоркой, что девочка могла в своём рассказе что-нибудь преувеличить). Мать Оксаны и её адвокаты отрицают факт изнасилования девочки в этом возрасте, но признают, что имела место попытка изнасилования со стороны одного из знакомых матери; также они считают неправомерным выставление диагноза «слабоумие» по причине отсутствия в штате интерната психолога.
Освободившись из заключения, мать Оксаны (повторно вышедшая замуж за Алексея Суровицкого и взявшая его фамилию) забрала дочь к себе. По словам бабушки погибшей, Оксана после шестого класса нигде не училась и не работала. В отдельных СМИ появилась информация, что Оксана зарабатывала себе на жизнь проституцией, но это категорически отрицала как мать Оксаны, так и ряд других источников; также на суде было доказано, что Оксана никогда не занималась проституцией.

## Личности преступников

### Максим Присяжнюк
Присяжнюк Максим Владимирович родился 12 мая 1988 года. Его усыновила чета Присяжнюк— Людмила Александровна Присяжнюк (1953 г. р.) работала главой Еланецкой райгосадминистрации в Николаевской области, была уволена и вышла на пенсию в 2010 году; её супруг — Владимир Петрович Присяжнюк (1952 г. р.) работал первым заместителем председателя Еланецкого райсовета, вышел на пенсию в 2009 году
Максим Присяжнюк на местных выборах 2010 года (голосование прошло 31 октября 2010 года) был членом окружной избирательной комиссии города Николаева от партии «Единый центр». Также на местных выборах 2010 года М. Присяжнюк был доверенным лицом кандидата в мэры Николаева Виталия Яворского (глава партии «Единый центр» в Николаеве).
Как известно, партия «Единый центр» была создана в 2008 году усилиями Виктора Балоги (руководитель администрации президента Ющенко в 2006—2009 годах). Эта партия должна была стать «главной провластной партией», но этот замысел не удался — партия имела невысокий рейтинг, после местных выборов осени 2010 года деятельность партии практически прекратилась, а Виктор Балога с 12 ноября 2010 года стал работать министром в правительстве Николая Азарова.
Также и прочие члены партии «Единый центр» стали сотрудничать с провластной «Партией регионов». Как сообщали СМИ Николаева, по состоянию на начало 2012 года Людмила Присяжнюк являлась активным членом правящей «Партии регионов», а Максим Присяжнюк был активным членом «Молодых регионов»: «Её сын — также активный сторонник Партии регионов. Он был непосредственным участником и организатором массовых акций в поддержку „регионалов“». В марте 2012 года «Молодые регионы» города Николаева постоянно пытались срывать митинги в защиту Оксаны Макар.
Максим Присяжнюк в 2006—2011 годах обучался по специальности «История и право» на Историческом факультете Николаевского педагогического института. В период учёбы в институте приёмные родители купили ему квартиру в Николаеве. На суде выяснилось, что Присяжнюк имел отношения со студенткой своего института, но когда она забеременела — бросил её. Свидетели заявляли, что он «водил на квартиру девочек».
В 2011 году Максим Присяжнюк (в возрасте 22 лет) был назначен на высокую должность директора коммунального предприятия Николаевского горсовета «Теплоэнергосервис» и проработал на этой должности до конца 2011 года. Со слов его бывших подчинённых из «Теплоэнергосервиса», он «отличался крутым нравом и частенько принимал участие в сексуальных оргиях».
Предприятие «Теплоэнергосервис» являлось главным поставщиком тепла и горячей воды для школ, больниц, жилых домов г. Николаева.
3 сентября 2010 года депутаты Николаевского горсовета «дали разрешение коммунальному предприятию „Теплоэнергосервис“ взять в кредит 5 миллионов гривен (625 тыс. дол.) сроком на три года для обеспечения поставки энергоносителей теплогенерирующим предприятиям города». В 2011 году предприятие «Теплоэнергосервис» дополнительно взяло крупный кредит (сумма в СМИ не называлась) от «международной финансовой корпорации», но уже 26 января 2012 года предприятие было ликвидировано по решению Николаевского горсовета, кредиты предприятие не вернуло, их возврат стал проблемой Николаевского горсовета:

— Согласно нашей информации, данное предприятие регулярно брало банковские кредиты, на что получало соответствующее разрешение от депутатов. Так, в сентябре 2010 года Николаевский городской совет разрешил коммунальному предприятию «Теплоэнергосервис» привлечь 5 млн гривен кредита для обеспечения поставки энергоносителей теплопоставляющим предприятиям города.

Оригинальный текст (рус.)
Имущественным поручителем «Теплоэнергосервиса» для получения кредита выступил городской совет, поэтому, в том случае, если по сей день кредит не погашен, то и отдавать его будет горсовет.

Работу «Теплоэнергосервиса» мэр Владимир Чайка в своем отчете о проделанной за 2011 год работе приводил в качестве примера «сотрудничества города с международными организациями».
Вот цитата из официального отчета Владимира Дмитриевича: «Еще одним примером успешного сотрудничества города с международными организациями является подписание 11 февраля 2011 года договора между КП „Теплоэнергосервис“ и международной финансовой корпорацией о разработке проекта повышения энергоэффективности зданий социальной сферы Николаева. Реализация программы поможет осуществить энергоэффективную модернизацию 80 из 129 зданий школ, детских садов и гимназий города. Мы получим значительное сокращение потребления газа, необходимого для отопления этих объектов. Ожидается, что программа позволит сэкономить около 6000 мВт энергии»".

В последних числах 2011 года (за месяц до ликвидации «Теплоэнергосервиса») Максим Присяжнюк уволился с должности директора «Теплоэнергосервиса» и был принят на работу в должности юриста «Городского управления культуры» горсовета города Николаева. До совершения преступления Присяжнюк проработал там менее трёх месяцев.
Максим Присяжнюк заранее спланировал и организовал изнасилование и убийство Оксаны Макар. Присяжнюк сидит в Вольнянской колонии № 20.

### Евгений Краснощёк
Краснощёк Евгений Александрович, 25.02.1989 года рождения. Краснощек сидит в Новгород-Северской колонии, расположенной в Черниговской области. В колонии производят одежду, мебель и предметы быта, однако Краснощёк трудовой деятельностью не занимается.

### Артём Погосян
Погосян Артём Витальевич, 11.04.1990 года рождения. Погосян сидит в колонии Кривого Рога.

## Хронология событий и реакция общественности
10 марта 2012 года случайный прохожий Олег Найда (у него утром не завелась машина, и он решил идти на работу пешком) услышал стоны на заброшенной стройке поликлиники в центре Николаева и вызвал милицию в 8:20 часов утра. Милиция приехала буквально через 4 минуты (двое молодых милиционеров на ВАЗ-2107), они и нашли обгорелую Оксану в яме со сгоревшим мусором (в течение 20 минут прибыло 4 машины милиции). Однако карета скорой помощи ехала 40 минут, хотя станция скорой помощи находится буквально рядом с местом преступления.
Милиционеры вытащили девушку из ямы (она не могла выбраться самостоятельно); она встала на ноги, но тут же упала от боли в обожжённых ступнях. Она могла говорить и назвала людей, которые пытались её убить. По рассказам врачей, в больницу девушку привезли голую, обгоревшую, в милицейской шинели и со следом от удавки на шее. Лечащий врач Александр Чеботарёв сказал, что «нужно долго лежать на углях, чтобы ожоги достигли такой глубины».
Мать девушки Татьяна Суровицкая в последние годы проживала и работала в Киеве. О том, что Оксана при смерти, матери сообщила (10 марта в 11:00) старшая сестра Татьяны, которая работает врачом в военном госпитале им. Дзержинского в Николаеве. 11 марта в 6:00 утра мать была в палате у Оксаны.

### Реакция СМИ
Действия милиции в первые дни расследования, и в особенности тот факт, что двое подозреваемых были отпущены под подписку о невыезде, были широко раскритикованы в украинских СМИ. По сообщениям СМИ, отпущенные под подписку о невыезде являлись так называемыми «мажорами» — детьми высокопоставленных особ — и ввиду этого широко высказывалось мнение, что им удастся уклониться от ответственности. В частности указывалось, что один из отпущенных под подписку о невыезде подозреваемых является сыном экс-главы Еланецкой госадминистрации, а второй якобы сыном бывшего высокопоставленного сотрудника прокуратуры, однако информация о втором подозреваемом впоследствии была опровергнута следственными органами.
В последующие дни и недели в СМИ широко освещались подробности лечения Макар, версии преступления, митинги и протесты, а также впоследствии и похороны потерпевшей. Газеты во всех регионах Украины писали, что это «одно из самых ужасных преступлений на Украине за последние годы».
Дело приобрело широкий резонанс на Украине, а также за её пределами. В своих интервью мать потерпевшей Татьяна Суровицкая высказала предположение, что её связи в СМИ помогли придать резонансности этому делу: «Нам помогло то, что у меня близкие люди работают на телевидении и происшедшее получило огласку, и люди собрались на улице с акциями протестов…»

### Интернет-сообщество «Сайт поддержки Оксаны Макар»
12-13 марта на многих интернет-форумах были выложены адреса Присяжнюка, Погосяна, Краснощёка и интернет-адреса страниц «ВКонтакте» Присяжнюка и Погосяна (утром 13 марта Присяжнюк удалил свою страницу «ВКонтакте», а страница Погосяна свидетельствовала, что он заходил на неё ещё 13 марта).
14 марта в Интернете был создан «Сайт поддержки Оксаны Макар». В социальных сетях «ВКонтакте» и «Facebook» было создано большое количество групп и сообществ, через которые организовывались митинги.
13 марта Татьяна Суровицкая записала на видео краткое обращение (которое в тот же день было выложено в Youtube), мать сообщила, что её дочь была всё время в сознании, однако прокуратура и милиция не проводят дознания и не была сделана «медицинская экспертиза».
14 марта на Youtube была выложена видеозапись допроса Краснощёка в милиции (через два дня министр внутренних дел поручил расследовать причины «утечки» этой видеозаписи).
Также 14 марта в Youtube был выложен рассказ Олега Найды о том, при каких обстоятельствах была обнаружена Оксана Макар.

### Митинги

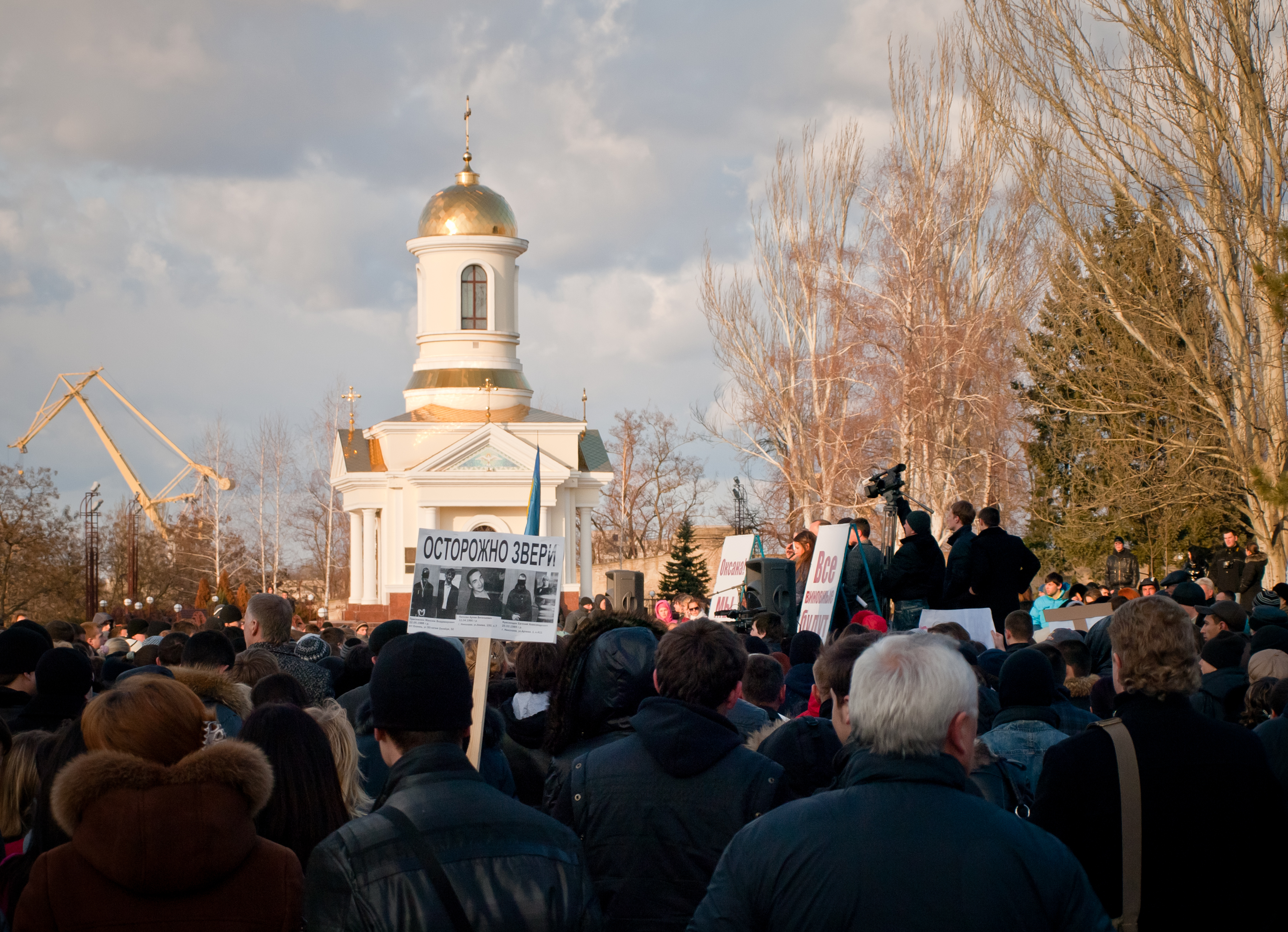
Акция протеста в поддержку Оксаны Макар 15 марта в Николаеве

Вечером 10 марта милиция задержала троих «насильников, на которых указала Оксана», но утром 11 марта двоих отпустили (Присяжнюка и Погосяна) под «подписку о невыезде». 12 марта на интернет-форумы Николаева попала информация об этом преступлении; началось весьма оживлённое обсуждение. Образовалась инициативная группа, которая всю ночь с 12 на 13 марта писала плакаты и клеила «чучело преступника».
13 марта утром несколько десятков николаевцев вышли на первый митинг к зданию Центрального РОВД. Здесь они «кастрировали чучело» и сожгли его. После этого пикет переместился к прокуратуре Николаевской области. Ещё одна акция протеста состоялась на Соборной площади.
После этого «сожжения чучела» и резонанса в СМИ 13 марта милиция повторно задержала Присяжнюка и Погосяна, они были помещены в СИЗО.

#### Самый людный митинг 15 марта

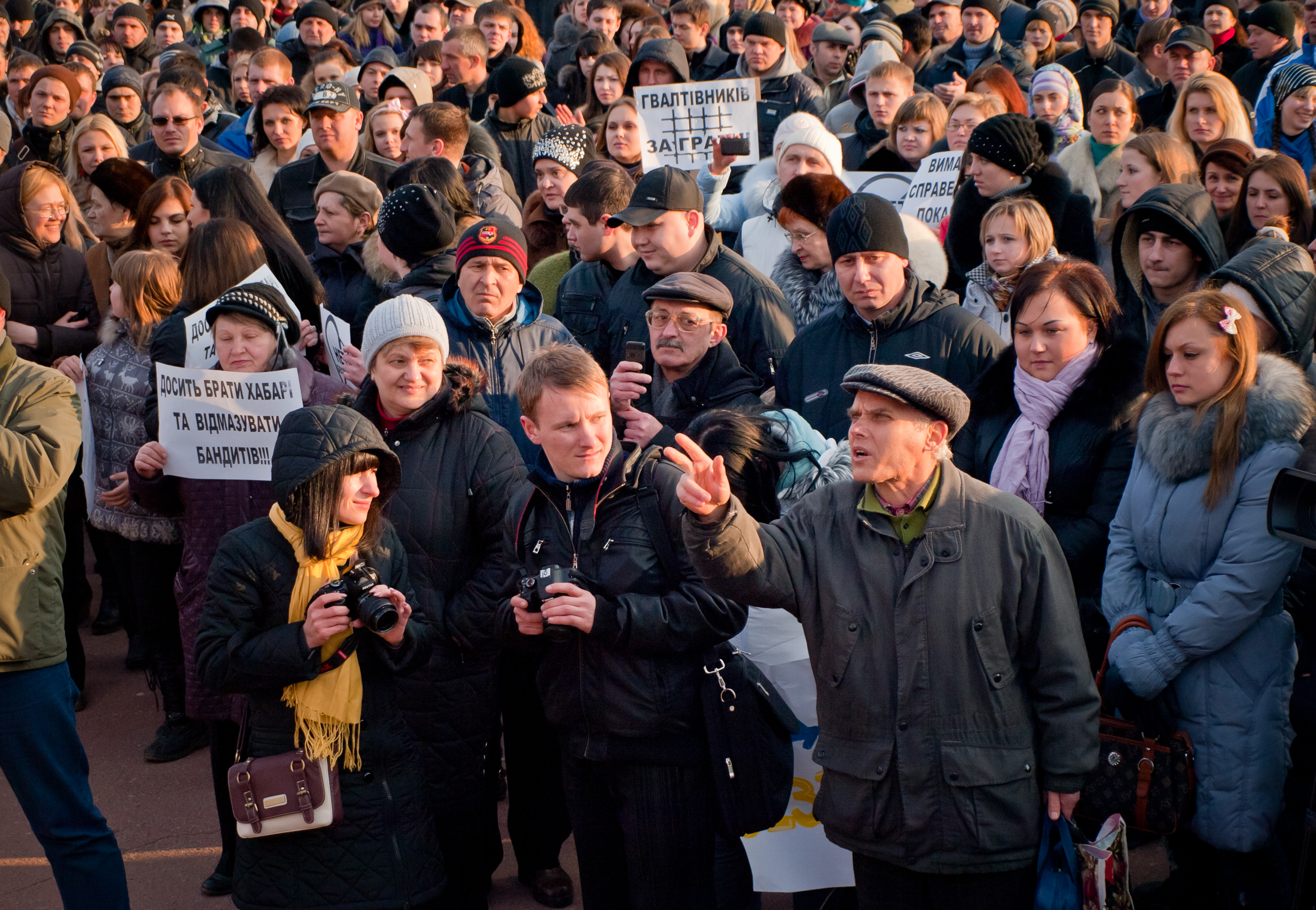
Акция протеста в поддержку Оксаны Макар 15 марта в Николаеве

15 марта на центральной площади Николаева (Соборная площадь) прошёл наибольший митинг в поддержку Оксаны Макар. Площадь была заполнена народом. Количество пришедших пресса оценивала от двух до десяти тысяч. Со стороны властей была попытка проведения контр-митинга — «Молодые регионы» (молодёжное крыло «Партии регионов») зарегистрировали в горисполкоме свой митинг и поставили свою сцену и звук на 30 минут раньше, регионалы пытались перевести митинг в иное русло. В итоге одновременно звучали выступления с двух сцен; пресса отметила, что «Молодые регионы» едва не сорвали митинг против мажоров-насильников. Городской голова Владимир Чайка во время своего выступления был освистан за то, что не показался 13 марта и не озвучил свою позицию (хотя, по его словам, он был в командировке).
15 марта стало известно, что 10 марта в «Больницу скорой медицинской помощи Николаева» (БСМП) была доставлена 18-летняя Александра Попова с переломом носа, ребер, разрывом внутренних органов; обнаруженная в парке лежащей на земле голой, без сознания (она не была изнасилована, но избита до полусмерти). По словам главного врача БСМП, состояние Александры не легче, чем у Оксаны Макар. На митинге 15 марта на площади Ленина были призывы поддержать не только Оксану Макар, но и Александру Попову. На 29 марта Александра Попова уже 20 дней не приходила в сознание. К 4 апреля Саша Попова уже более трёх недель находилась в коме и её состояние оставалось стабильно тяжёлым Впоследствии девушка выжила, она по-прежнему высокая и стройная, её лечение продолжалось несколько лет, речь восстановилась, но часто случались головные боли, и ходить ей тяжело. В 2015 году в результате переливаний крови Попову заразили «гепатитом С».
Участники митинга на Соборной площади собрали для лечения Оксаны Макар 7 тысяч 511 гривен. Кроме того, ещё 6 тысяч 652 гривны были собраны для Александры Поповой.

#### Сбор средств, сдача крови
14-15 марта более 150 николаевцев сдали кровь для Оксаны Макар; на сайтах ведущих телеканалов Украины были выложены реквизиты для сбора средств на лечение. После того как девушку перевезли в Донецк, для неё сдали кровь также 60 донетчан, плюс 150 работников донецкой милиции. В городе Сумы (Украина) 22 марта под эгидой «Общества Красного Креста» сдали кровь 109 работников НПО им. Фрунзе, вся кровь была отправлена в «Донецкий ожоговый центр» для Оксаны Макар. У Оксаны Макар была довольно редкая четвёртая группа крови, резус положительный.
К 16 марта на счёте матери Оксаны Макар было собрано более 110 тысяч гривен (ни один из родственников лиц, подозреваемых в изнасиловании, помощи не предложил). К 21 марта туда поступило около 700 тыс. грн. — это 87 тысяч долларов; люди собирали деньги «кто сколько может», мать Оксаны сообщила, что даже в Чечне, мол, «5 тыс. человек собрали средства».
После смерти Оксаны Макар её мать передала большую часть собранных денег (80 тысяч долларов
) на лечение Александры Поповой. Впоследствии на эти деньги в Германии купили и привезли оборудование для лечения девушки, которая была в коме много дней.

#### Митинги во многих городах Украины
На 15 марта митинги «против беззакония» и в поддержку Оксаны Макар также прошли в Киеве, Одессе и Харькове, 16 марта — в Сумах и во Львове. Так, во Львове перед зданием областной прокуратуры прошла акция «Осторожно — мажоры!» в поддержку Оксаны. Кроме того, 15 марта активистки движения Femen провели топлесс-акцию возле здания Генеральной прокуратуры Украины, требуя самого жёсткого наказания для преступников.
29 марта в Николаеве прошёл митинг «против беззакония власти и в поддержку Оксаны Макар».

### Мировая пресса
Трагедию Оксаны Макар упомянули многие информационные сайты в мире, а также практически все крупнейшие СМИ (вот малая часть из них: BERLINER TAGESZEITUNG — Берлин газета, ABC News, The Independent, Arab News, AGENCE FRANCE-PRESSE, Le Point, Paris Match, Aftonbladet, Slobodna Dalmacija, Star Gazete,
Wirtualna Polska, Ekstra Bladet,
Giornalettismo,
La Informacion). В частности, французская «Le Figaro» напечатала небольшую статью «Мучения Оксаны возмутили Украину». А газета «The New York Times» написала: «Оксана Макар пришла в этот мир, чтобы открыть украинскому обществу глаза».

### Реакция публичных персон
В ходе пленарного заседания Верховной рады 14 марта народный депутат Геннадий Задырко, комментируя события, сказал, что Украине нужно «вернуть смертную казнь». Депутат Олег Ляшко призвал своих коллег перечислить пострадавшей однодневную зарплату депутатов, а также «кастрировать педофилов».
Советник президента Марина Ставнийчук поддержала жителей Николаева, выступивших против освобождения подозреваемых. Она отметила, что в Администрации президента удивлены поведением правоохранителей, которые отпустили подозреваемых в жестоком изнасиловании и попытке убийства. Советник президента подчеркнула, что лично ей как юристу «вообще непонятно, как при таком зверском преступлении можно было задержанных людей отпустить».
Губернатор Николаевской области Николай Круглов обвинил в случившемся в том числе и семью пострадавшей девушки: «Вопрос контроля ребёнка — это вопросы семьи. Это несовершеннолетний ребёнок, у нас в 18 лет ещё в школе учатся — я с этой точки зрения говорю». Раиса Богатырёва (вице-премьер-министр Украины и по совместительству министр здравоохранения Украины) провела беседу с Николаем Кругловым и попросила обеспечить Оксану необходимой медицинской помощью.
Секретарь СНБО Андрей Клюев выразил уверенность, что николаевские насильники будут наказаны по всей строгости закона. Он отметил, что «власть обязана адекватно реагировать на любое преступление — никто не должен избегать наказания вне зависимости от связей или социального статуса».
Президент Украины Виктор Янукович из-за резонанса общественности поручил генеральному прокурору Виктору Пшонке обеспечить полное и непредвзятое расследование преступления.
Заслуженная артистка Украины Анжелика Рудницкая сказала, что не верит в исполнение указа президента Януковича об обеспечении полного и беспристрастного расследования дела изнасилования Оксаны Макар. Она заявила: «Если правоохранительная система не способна защитить своих граждан и наказать виновных, люди сами должны всеми доступными законными методами заставить её это делать».
Организатор общественных акций протеста Юрий Круцилов заявил, что люди сомневаются в том, что дети чиновников получат справедливое наказание. Потому, по его словам, активисты берут это дело «под народный контроль». Круцилов отметил, что николаевцы будут добиваться отставки правоохранителей, причастных к тому, что виновники преступления оказались на свободе.
Народный депутат Сергей Соболев заявил, что «врёт откровенно пресс-секретарь николаевского областного УВД» подполковник Ольга Передеренко, которая заявила, что «девушка была в таком состоянии, что не могла ни одного показания дать». Он возмутился, что она до сих пор работает.

## Уголовное дело и следствие
12 марта двое из троих подозреваемых в причастности к совершению преступления были отпущены под подписку о невыезде. Под стражей остался лишь тот, кто непосредственно душил, а затем поджигал девушку. Тогда же местные журналисты сообщили, что один из отпущенных подозреваемых — сын бывшей главы Еланецкой райгосадминистрации, а второй — якобы сын бывшего прокурора Центрального района Николаева.
13 марта стали известны имена подозреваемых: Евгений Краснощёк, Максим Присяжнюк (усыновлённый ребёнок бывшей главы Еланецкой РГА) и Артём Погосян. Двое последних отпускались под подписку о невыезде, но 13 марта снова были задержаны. По решению Центрального районного суда Николаева все трое были заключены под стражу с содержанием в следственном изоляторе.
13 марта против двоих задержанных было возбуждено уголовное дело по ч. 3 ст. 152 Уголовного кодекса (изнасилование, совершенное группой лиц); в отношении третьего возбуждено уголовное дело по п. 9 ч. 2 ст. 115 и ч. 3 ст. 152 (убийство, совершенное с целью сокрытия другого преступления, сопряжённое с изнасилованием). Министр внутренних дел Украины Виталий Захарченко направил в Николаев специалистов Центрального аппарата министерства.
В тот же день пострадавшая Оксана Макар дала показания следователю и была проведена судмедэкспертиза. По словам матери, Оксана помнит практически всё, что с ней происходило в тот вечер: так, девушка рассказала, что её начали душить тогда, когда она пригрозила парням сообщить о произошедшем в милицию.
Место совершения преступления — квартира Максима Присяжнюка — было обыскано лишь спустя неделю после совершения преступления, и только тогда у следствия появились первые вещественные доказательства (использованные презервативы), так как медицинская экспертиза мазков Оксаны не показала наличия выделений подозреваемых. Погосян утверждает, что не вступал с Оксаной в половую связь.
12 апреля руководитель ГСУ МВД Украины Василий Фаринник сообщил, что расследование уголовного дела об убийстве Оксаны Макар завершено и задержанным предъявлены обвинения по двум статьям по ч. 2 ст. 115 и ч. 4 ст. 152 УК Украины (умышленное убийство, совершенное с особой жестокостью, сопряжённое с изнасилованием по предварительному сговору группой лиц; изнасилование с тяжкими последствиями). Одному из задержанных также предъявлено обвинение по ч. 3 ст. 153 УК (изнасилование в извращённой форме). Руководитель ГСУ отметил, что «досудебное следствие доказало вину подозреваемых».
13 мая 2012 года милиция взяла мать Оксаны Макар Татьяну Суровицкую под охрану в результате получения последней угроз в свой адрес.

### Суд
12 июня 2012 года прошло первое заседание суда. В обвинительном заключении, в частности, говорится: «Все трое обвиняемых, понимая необратимость ситуации, когда у Оксаны на шее уже были следы удушья и на теле видны побои, желая скрыть следы преступления, начали преследовать цель убийства путём сжигания тела, которое в итоге не позволило бы идентифицировать тело». Евгений Краснощёк и Максим Присяжнюк — признали свою вину частично, а Артём Погосян вину признать отказался.
В начале октября 2012 года прокурор Главного управления поддержания государственного обвинения в суде отметил, что адвокаты убийц Оксаны Макар намеренно затягивают слушание дела. 11 октября стало известно, что суд завершил следствие по делу Оксаны Макар, назначив на конец октября прения сторон.
27 ноября 2012 года Центральный районный суд Николаева признал обвиняемых виновными по всем пунктам обвинения (изнасилование и убийство совершенное с особой жестокостью группой лиц по предварительному сговору), и приговорил: Евгения Краснощёка — к наказанию в виде пожизненного лишения свободы; Максима Присяжнюка — к наказанию в виде 15 лет лишения свободы; Артема Погосяна — к наказанию в виде 14 лет лишения свободы.
Однако с приговором не согласились как мать Оксаны Макар (считает его излишне мягким, полагая, что двум обвиняемым должно быть также назначено наказание в виде пожизненного лишения свободы), так и один из осуждённых — М. Присяжнюк (по словам его адвоката, деяния подзащитного должны быть переквалифицированы): в декабре 2012 г. они подали апелляционные жалобы на приговор в Апелляционный суд Николаевской области; рассмотрение жалоб назначено на 30 мая 2013 года.
30 мая 2013 года Апелляционный суд Николаевской области отклонил все жалобы, оставив приговор без изменения. Адвокаты с обеих сторон заявили о намерении в дальнейшем обжаловать приговор в кассационном порядке.
9 августа 2013 года мать Оксаны направила через своего адвоката в Высший специализированный суд Украины по рассмотрению гражданских и уголовных дел кассационную жалобу на постановление Апелляционного суда Николаевской области, в которой просит назначить Присяжнюку и Погосяну наказание в виде пожизненного лишения свободы.
Летом 2014 года суд кассационной инстанции оставил приговор Присяжнюку и Погосяну без изменений.
В соответствии с законом Савченко срок отбывания наказания для осужденных закончится в конце 2024 и 2025 годов — почти на год раньше, чем по приговору.

### Последствия
- Заместитель начальника Следственного управления МВД в Николаевской области, полковник милиции Вадим Павленко (отпустивший в нарушение правил сразу после задержания двух подозреваемых в убийстве) был уволен из органов. Однако ещё до окончания суда он был восстановлен. По словам правозащитника Ярослава Дунаева:

Громогласно двумя месяцами ранее было заявлено, что виновные уволены — и вы сами теперь видите цену этих обещаний. Это назначение подписано зам. министра ВД, начальником ГСУ, Фаринником. Месяц назад с ним встречались родители убитых мажорами детей, по нашей инициативе. Теперь не знаем, на что надеяться.
Единственная мера — понижение в должности. По словам адвоката Николая Катеринчука: «Увольнение было требованием общественности. Хотя у нас претензий к милиции нет — дело расследовали оперативно. Что касается действий отдельных лиц — будет отдельное расследование, но уже после основного приговора».

## Политическое значение протестов в защиту Оксаны Макар
Народные протесты в связи с трагедией Оксаны Макар с самого начала проводились как беспартийные. Но действия властей (милиции города Николаева, заявления губернатора) были восприняты подавляющим большинством населения Украины как свидетельство того, что власть Украины покрывает преступников. Совершенно неожиданно для властей на протесты поднялись самые широкие слои населения, причём в Николаеве, где «Партия регионов» в то время политически доминировала. Эти протесты были как бы «первым звоночком» для «Партии регионов», который говорил о новом росте протестных настроений.
Во время протестов не было никаких «партийных флагов», партии оппозиции не стремились к политизации этой трагедии. Некоторую политизацию внесло то, что Максим Присяжнюк в прошлом состоял в «Молодых регионах» (молодёжное крыло «Партии регионов»), и поэтому «Молодые регионы» пытались сорвать самый многолюдный митинг протеста в Николаеве 15 марта 2012 года. В 2011 году в возрасте 23 лет М. Присяжнюк занимал важную должность директора коммунального предприятия Николаевского горсовета «Теплоэнергосервис»; возможно, это также повлияло на то, что власти Николаева поначалу пытались замять это дело. Однако после того, как «трагедия Оксаны Макар» стала общеизвестна на Украине и в мировых СМИ — центральные власти Украины заняли достаточно объективную позицию.
Мать Оксаны Макар не пыталась связаться с какими-либо партийными организациями, однако «защитником по делу О. Макар» она избрала Николая Катеринчука (именно Катеринчук был главным представителем Ющенко в Верховном суде Украины по делу о фальсификации президентских выборов 2004 года).
Олег Найда, который нашёл О. Макар, оказался одним из руководителей (районного масштаба) партии «Батькивщина» в Николаеве, и даже некогда руководил одним из районных избирательных штабов «Батькивщины» в Николаеве. Однако, как только Найда проявил желание выдвинуть свою кандидатуру в качестве кандидата на парламентских выборах осени 2012 года, то уже 17 апреля 2012 года был исключён из «Батькивщины» за нарушение партийной дисциплины. Это можно рассматривать как согласие партии «Батькивщина» (которой тогда фактически руководил Арсений Яценюк, поскольку лидер партии Юлия Тимошенко была в тюрьме) на то, чтобы не поднимать во время выборов-2012 столь компрометирующую для власти Януковича тему трагедии Оксаны Макар.
Тем не менее, лидеры политических партий (в первую очередь политики крупнейшей оппозиционной партии — «Батькивщины») выступали с заявлениями о наказании не только преступников, но и представителей властей, которые поначалу отпустили преступников и пытались замять это преступление.

## Упоминания об убийстве в последующие годы
Имя Оксаны Макар в дальнейшем стало нарицательным для описания нескольких схожих случаев. Появилось даже выражение «синдром Оксаны Макар» для обозначения случаев изнасилования и последующего сожжения женщин (имеются в виду, в частности, трагедии Юлии Ирниденко в Харькове, Анны Винокуровой в Лисичанске, случай с поджогом девушки в Новопавловске).
Летом 2013 года в той же Николаевской области было совершено преступление, которое напомнило о трагедии Макар, и тоже вызвало протесты по всей Украине — преступление во Врадиевке, где два офицера милиции похитили, изнасиловали, пытались убить молодую женщину, а все местные власти их покрывали.
Спустя годы статьи об убийстве Оксаны Макар продолжали появляться в украинских СМИ.